# Ludovico Annibale Della Croce
 (juillet 2025).
Ludovico Annibale Della Croce, en latin Cruceius, né en 1499 à Milan et mort dans cette même ville en 1577, est un littérateur italien.

## Biographie

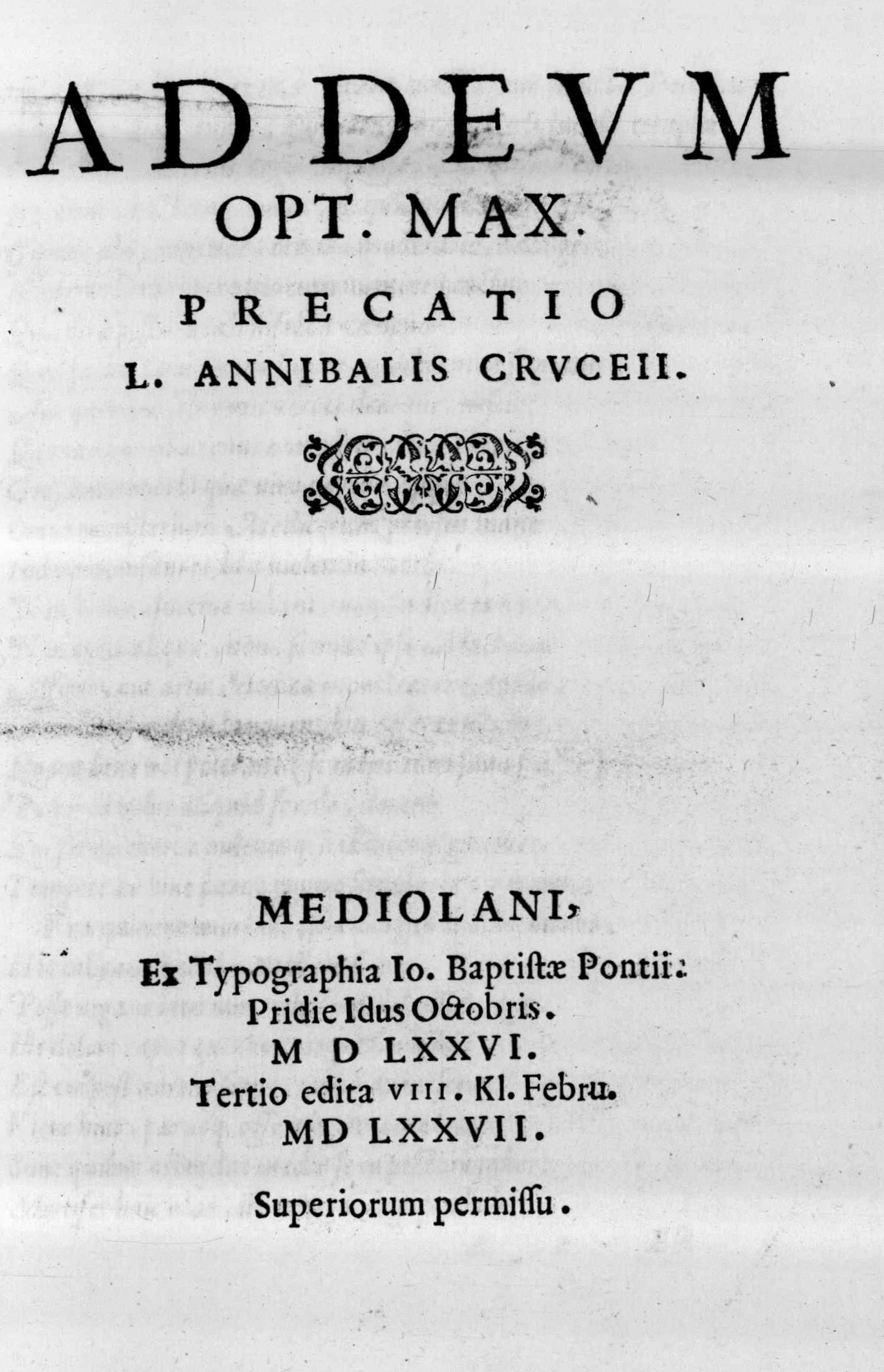
Ludovico Annibale Della Croce. Ad Deum, Milan, Da Ponte, 1577

Né en 1499, à Milan, d’une famille patricienne, secrétaire du Sénat pendant un grand nombre d’années, Ludovico Annibale Della Croce partagea son temps entre ses devoirs et la culture des lettres. Son ami, le savant antiquaire et médecin Ottaviano Ferrari, lui ayant communiqué le manuscrit des quatre derniers livres des Amours de Leucippé et Clitophon, il les traduisit en latin sans en connaître l’auteur et les publia sous ce titre : Narrationis fragmentum e græco lat. conversum, Lyon, Gryphe, 1544, in-8° de 94 pages. Cette version étant tombée dans les mains de Filippo Archinto, évêque de Saluces, ce prélat s’empressa de lui adresser une copie des quatre premiers livres ; et Della Croce mit au jour, en 1554, la traduction complète du roman d’Achille Tatius, Bâle, Herwagen, in-8° de 221 pages. Cette traduction de Della Croce a été reproduite dans l’édition de ce roman, donnée en 1646, avec les notes de Saumaise. Ses autres ouvrages consistent en quelques pièces de poésie latine, parmi lesquelles on distingue une églogue, insérée dans les Bucolicorum auctores, Bâle, 1546, in-8°, p. 747, et reproduite dans les Carmina illustrium poetarum italorum, t. 3, p. 724. Ce dernier volume contient en outre de lui des traductions de deux fragments de Pétrarque et de l'Arioste. Dans le recueil des lettres de Paul Manuce, on en trouve deux adressées à Della Croce, dont il loue l’érudition. Della Croce mourut à Milan, en 1577. Son fils lui fit élever un monument avec une épitaphe rapportée dans la Bibliotheca Scriptorum Mediolanensium de Filippo Argelati (p. 517).